# هيريك إل. جونستون
هيريك إل. جونستون (بالإنجليزية: Herrick L. Johnston)‏ هو شخصية أعمال أمريكي، ولد في 29 مارس 1898 في جاكسونفيل في الولايات المتحدة، وتوفي في 6 أكتوبر 1965.